# Maculia punctata
Maculia punctata är en tvåvingeart som beskrevs av Robineau-desvoidy 1863. Maculia punctata ingår i släktet Maculia och familjen parasitflugor.
Artens utbredningsområde är Frankrike. Inga underarter finns listade i Catalogue of Life.